# I. Iusztinianosz bizánci császár

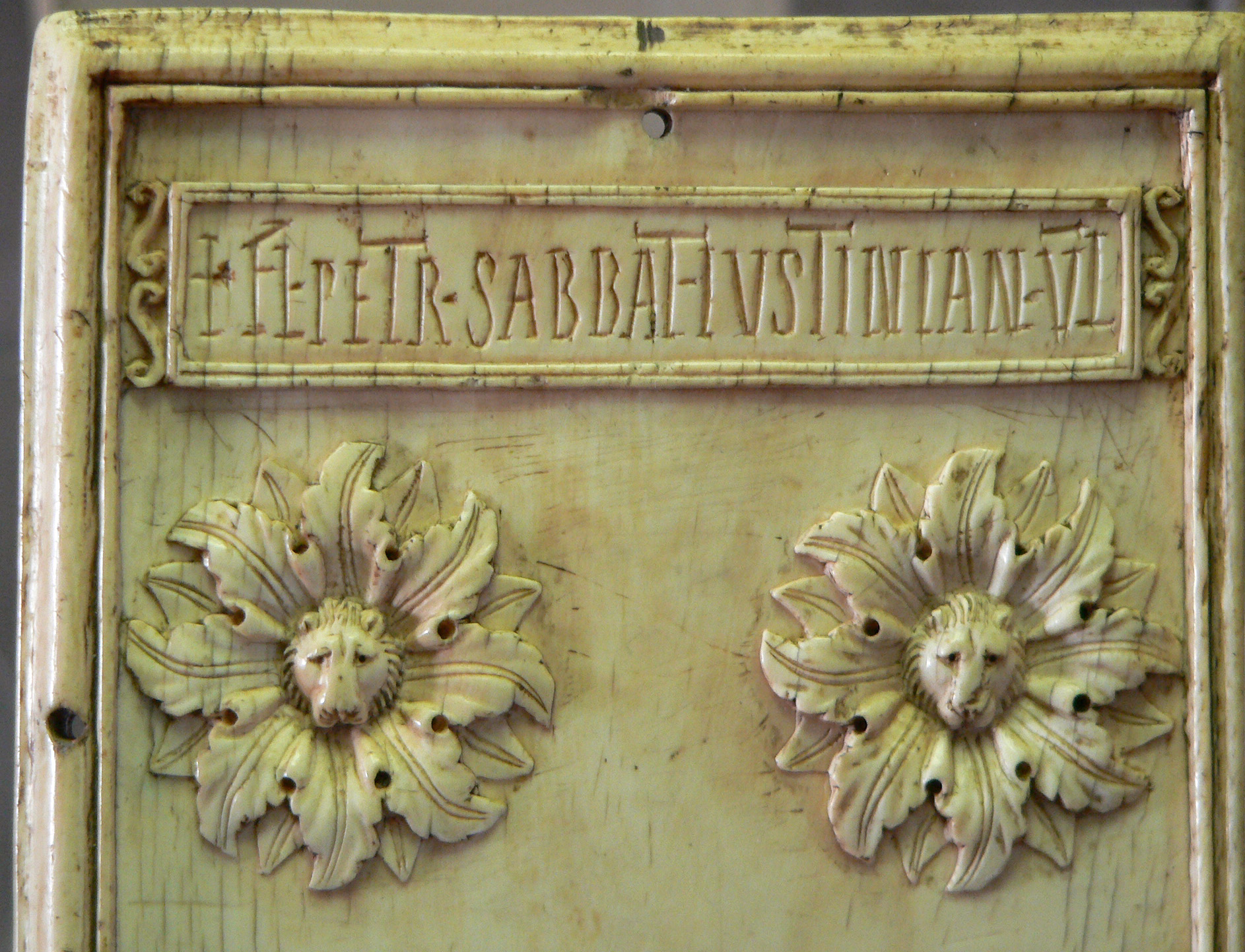
A császár 521-es consuli diptichonjának részlete, ahonnan a császár eredeti neve ismert

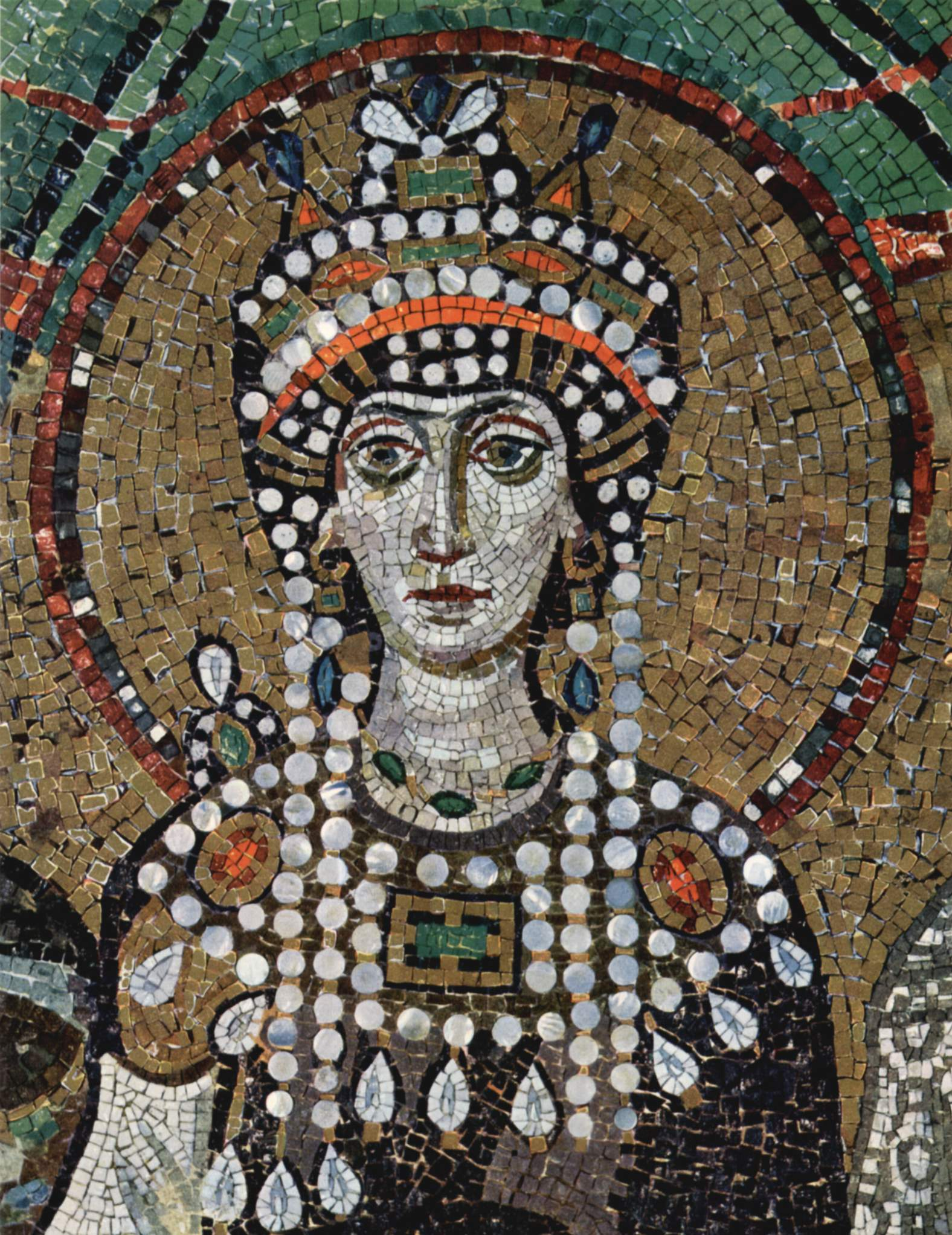
Theodóra, a táncosnőből lett befolyásos császárné

I. Iusztinianosz (görög Ιουστινιανός, latin Iustinianus, magyarban elterjedt Justinianus vagy Jusztinianusz; Tauresium, 483. május 11. – Konstantinápoly, 565. november 14.) bizánci császár 527-től haláláig, I. Iusztinosz unokaöccse és utódja volt. Uralkodása fordulópont volt a Kelet-római Birodalom és a kora középkor/késő antikvitás történetében. Ekkor került sor kenyértörésre a monofizita-ortodox vallási ellentétben, ekkor kísérelték meg utoljára egyesíteni a Római Birodalom területeit, ekkor élte utolsó virágzását a római kultúra – és ekkor tört be először Európába a bubópestis, amely előre jelezte az elkövetkező keservesebb időszakokat.

## Útja a trónig
Iusztinianosz eredeti nevét – Petrus Sabbatius – csak egyetlen lelet őrizte meg számunkra, mégpedig 521-es consuli dipthichonja, amelyen a Flavius Petrus Sabbatius Iusztinianosz név olvasható. Az új cognomen (harmadik név) arra utal, hogy nagybátyja, Iusztinosz örökbe fogadta. Ennek pontos időpontja nem ismert, talán már 518, azaz Iusztinosz koronázása előtt megtörtént.
Sabbatius 482 körül született Tauresiumban, Dardania provinciában (a mai Észak-Macedónia területén). Anyjának, Vigilantiának a fivére, Iusztinosz ekkortájt szép katonai karriert futott be Konstantinápolyban, és befolyását felhasználta arra, hogy unokaöccse számára kiváló neveltetést és udvari pozíciót biztosítson. Iusztinianosz jogot és filozófiát tanult, I. Anasztasziosz 518-ban bekövetkezett halálakor pedig a magister officiorum alatt szolgált meglehetősen alacsony rangban, candidatusként. (Épp ezért valószínűtlen az a hagyomány, miszerint az excubitores testőrgárda őt jelölte volna a trónra a parancsnok Iusztinosz helyett.)
Iusztinosz uralkodása alatt hatalmas befolyásra tett szert az udvarban, elsősorban Vitalianus 520-ban történt meggyilkolása után. Nem tudni, hogy ebben szerepet játszott-e, mindazonáltal a következő évben mintegy örökösként consul és magister militum praesentalis (hadseregparancsnok) lett. Élete választottja, Theodóra alacsony sorból származott: a Hippodrom Kék pártjához kötődő táncosnő volt, ám Iusztinianosz uralmának egyik legfontosabb támogatója lett. Vasakarata sokszor segített olykor ingadozó férjének a döntéshozatalban. Házasságuk – lévén Iusztinianosz patricius – egyébként csak azután vált lehetségessé, hogy 524-ben Iusztinosz törvényileg engedélyezte a felső és alsó néprétegek keveredését. Állítólag a Iusztinianoszt mindenben támogató Euphemia császárné is ellenezte a frigy létrejöttét.
Iusztinosz már uralkodása kezdetén idős ember volt, élete utolsó éveiben pedig jelentősen romlott egészségi állapota, és egyre inkább unokaöccse befolyása alá került. 527. április 1-jén végül társcsászárává tette. A koronázásra nemsokára sor került, és augusztus 1-jén Iusztinianosz megörökölte a Bizánci Birodalom trónját.

## Uralkodása
Trónra lépve, Iusztinianosz nagy lendülettel vetette magát az uralkodás gondjaiba. Uralkodása alatt, mivel ő és felesége is alacsony sorból származott, mindketten nagy hangsúlyt helyeztek a ceremóniákra, az uralkodói hatalom reprezentációjára.

## Vallásügyek

### Pogányok, eretnekek, zsidók
Iusztinianosz azon az állásponton volt, hogy birodalma egységének előfeltétele az egységes vallás megteremtése, és ő egyértelműen a kereszténység mellett volt. A Codex Justinianus 9-es és 10-es statútuma kimondta a hellenizmus totális lerombolását még a civil szférában is. Az intézkedéseket a híradások szerint szigorúan végrehajtották magas rangú személyek esetében is. A császár 529-ben az athéni, még Platón által alapított Akadémiában betiltotta a filozófiai és jogi képzés folytatását, ezzel gyakorlatilag a hellenizmus nevelőintézetét szüntette meg. Az Akadémia vezetője, Damaszkiosz és hat társa a Szászánida Birodalomban keresett menedéket, ám I. Huszrau szászánida királytól sem kaptak támogatást. Végül Harránban (Carrhae) alapítottak iskolát, ami az iszlám időkig fennmaradt, mivel a perzsa uralkodó arra hajlandó volt, hogy az 532-es „örök békében” garanciát kérjen Iusztinianosztól az intézmény zavartalan működésének biztosítására.
A keresztény propaganda együtt járt a pogányok és a kisebb szekták – szamaritánusok, manicheusok – üldözésével: a visszaesőket, „látszatkeresztényeket” kivégzéssel büntették. A főleg Palesztinában élő szamaritánusokat, akiket mind a keresztény, mind a zsidó lakosság gyűlölt, zsinagógáik elpusztításával és a szabad végrendelkezés jogától való megfosztással sújtották (igaz, ezt 551-ben részben visszaadták), mire 529 nyarán fellázadtak Mundzír Lakhmida arab fejedelem syriai támadásával egyidőben. Kezdeti sikerek után leverték őket, és vezetőjük, Julianus fejét a császár színe elé küldték. Mintegy 20 000 szamaritánust eladtak rabszolgának. A második, 556-os caesareai felkelésüket is vérbe fojtották.
A judaizmus továbbra is bevett vallás maradt, és a palesztinai építkezési hullám a régészeti leletek tanúsága szerint Iusztinianosz korában is folytatódott. A tiberiasi rabbiképző főrabbija (görögül arkhiperekita), Mar Zutra jogosítványai semmiben sem csorbultak. Egyedül egy 535-ös rendelkezés utal a keményebbé váló zsidópolitikára: a frissen visszahódított Africában ugyanis az ortodoxok számára konfiskálták az eretnekek, pogányok és az ekkor először velük egy kategóriába került zsidók imaházait, szentélyeit. Az intézkedés zsidókra vonatkozó részét feltehetően nem tartották be, azonban mégis jelzésértékű volt.
Iusztinianosz a birodalom területén kívül is támogatta a kereszténység terjesztését: a nabateusokhoz és a mai Jemenbe hittérítő missziók indultak. A kaukázusi és Don menti népek ekkortájt vették fel a keresztséget.

### Monofiziták
I. Anasztasziosz bizánci császár meggyőződéses monofizita volt, ám utódja, Iusztinosz éppen az ellenkező irányzatot, az ortodoxiát képviselte. Hormiszdasz pápával egyetértésben, uralkodása alatt megkezdődött a monofiziták üldözése Syriában. Egyiptom kimaradt a császári megtorlásokból, mivel félő volt, hogy elszakadhat a birodalomtól. Ugyanez a helyzet állt fenn Iusztinianosz uralkodásának első éveiben. Theodóra császárné azonban azon munkálkodott, hogy az áldatlan állapotot megszüntesse, ezért 531-ben a császári pár fogadott egy monofizita delegációt a palotában, és 532 tavaszán tárgyalásokat rendezett az 5-5 ortodox és monofizita püspök részvételével. 534–35-ben a monofizita párt két kulcsembere, Severus hajdani antiochiai és Theodosius alexandriai pátriárka is megérkezett Konstantinápolyba, ahol kiegyeztek Anthimosz pátriárkával. A béke vágya azonban 536-ban semmivé foszlott, amikor I. Agapét pápa Theodahad keleti gót uralkodó megbízásából ellátogatott Iusztinianosz udvarába. Az egyházfő ugyanis meggyőzte a császárt a kalkhédóni hitvallás igazáról, mire Iusztinianosz visszatért a korábbi erőszakos politikához, Anthimoszt pedig leváltotta.

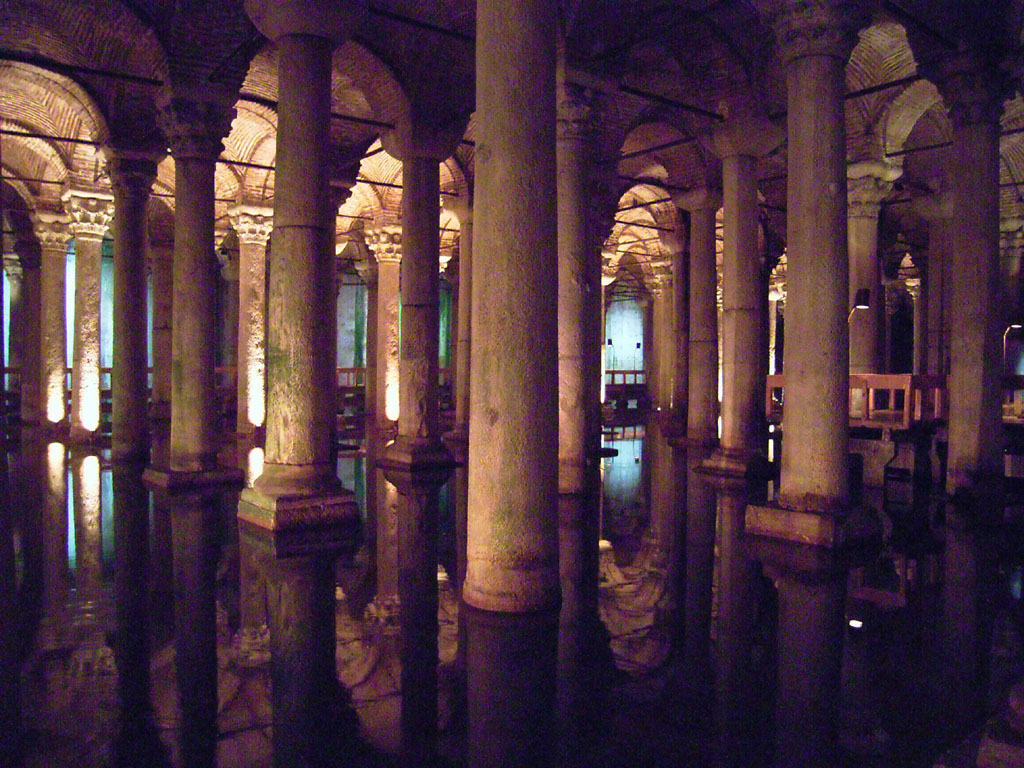
Az Elsüllyedt Palota víztározója, amit a császár építtetett

Theodóra, aki férjétől sokszor függetlenül politizált, nem adta fel korábbi ambícióit. Agapét még 536-ban elhunyt, a császárné pedig saját jelöltjét, a rugalmasabb Vigiliusz diakónust akarta a pápai trónra emelni. Azonban megelőzték: Theodahad támogatásával Szilvériusz lett az egyházfő. Mindez azonban egyidőben történt Flavius Belisarius itáliai hadjáratával, és amíg a gótok ostromolták Rómát, Belisarius 537-ben leváltotta Silveriust, és Vigiliuszt nevezte ki helyette.
541-ben Al-Hárisz, a Gasszánidák Bizánc vazallus arab törzsének sejkje Theodóra császárnéhoz fordult, hogy püspököket kérjen emberei számára – mégpedig monofizitákat, amely kérését az uralkodó felesége örömmel teljesítette. Iusztinianosz hiába próbálta meg elfogni Edessza és Boszra metropolitáit, Theodóroszt és Baradaiosz Jakabot. Végül belenyugodott a megváltoztathatatlanba, és nem folytatta az idővel jelentős szervezőmunkát kifejtő, a császárné palotájában rejtőzködő hajdani alexandriai pátriárka, Theodosius által felszentelt egyháziak üldözését.
Végeredményben szintén a monofizitizmussal kapcsolatban tört ki az ún. háromcikkely-vita is 543–44 fordulóján. A monofiziták ugyanis sokszor azzal vádolták meg a kalkhédóni hitvallás követőit, hogy azok valójában egy hiten vannak a nesztoriánus eretnekekkel. Ezt a híresztelést akarta megakadályozni a császár tanácsadói, főként Theodor Aszkidasz hatására azzal, hogy anathémával sújtott három, Nesztoriosszal és a nesztorianizmussal szimpatizáló szerző műveit (Mopszuesztiai Theodórosz minden művét és személyét, Küroszi Theodorétosz bizonyos írásait és Edesszai Ibasz Mariszhoz írt levelét). Vigiliusz és konstantinápolyi legátusa, az utódjául választott Pelagius ellenezte az anathéma kimondását, azonban mindketten kénytelenek voltak belenyugodni az uralkodói akaratba. Pelagius azután fogadta el a döntést, hogy Vigiliusz még 554-ben bekövetkező halála után Iusztinianosz biztosította számára a pápai tiarát.

### Császár és egyház viszonya
A katolikus egyházzal szemben a császár teljesen önkényesen viselkedett, gyakorlatilag ugyanúgy kívánta irányítani, mint országát. Ebben az időben volt a legerősebb a cezaropapizmus Bizáncban. Törvényhozásában deklarálta saját hitét a Szentháromságban és a feltámadásban az első négy egyetemes zsinat határozataival együtt, és minden ezekkel ellenkező nézetet szigorúan büntetett. A II. konstantinápolyi zsinat (553) résztvevői számára világos volt, hogy semmi olyasmivel nem foglalkozhatnak, aminek a császár ellenére van.
Másfelől azonban Iusztinianosz minden alkalmat megragadott, hogy az egyház jogait megvédje, megerősítse, hatását pedig kiterjessze. Törvényhozásában sok szó esett adományozásokról és alapítványokról, az egyházi tulajdon igazgatásáról, az egyházi személyek választásáról és jogairól, a püspöki joghatóságról, a kolostori életről és a papi szolgálatról stb.
A császár újjáépítette a Hagia Szophia (Szent Bölcsesség) templomot, aminek elődje a Nika-felkelés alatt pusztult el. 537-ben készült el a bizánci építészet méltán leghíresebb alkotása. Ma nem az eredeti formájában látható, ugyanis többször átépítették (563, 989, 1346).

## Iusztinianosz, a törvényhozó

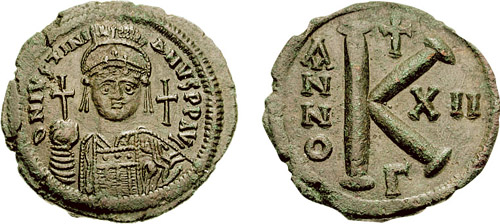
Iusztinianosz bronz follisa

A császár alig egy éve ült a trónon, amikor parancsot adott egy császári törvénykönyv létrehozására. A feladatot egy Kappadókiai János vezette tízfős bizottság végezte el, és munkájuk eredményeképpen 529. április 7-én megjelent a Hadrianus uralkodása óta hozott császári rendeleteket összefoglaló Codex Justinianus. A császár ezután egy még nagyobb feladatot tűzött ki maga elé: a császárkor nagy jogi tekintélyeinek (iurisconsulti) véleményeit kívánta egybegyűjtetni. 530. december 15-én állt fel a Codex Justinianust készítő bizottságban már szerepet játszó Tribonianus vezetésével a tizenhat fős bizottság. Ez 533. december 16-án bocsátotta ki a Digestae (görögül Pandektai) című gyűjteményt, pontosan egy hónappal a jogot hallgatók számára készített kézikönyv, az Institutiones megjelentetése után.
Mindennek köszönhetően a Codex Iustinianus elavult, és 534. november 16-án kibocsátották javított verzióját. Az eredeti változat nem maradt fenn. A latinul írott Corpust később kiegészítették a Iusztinianosz alatt hozott törvények (Authenticum/Novellae Constitutiones), amelyek már elsősorban görög nyelven íródtak. Jellemző, hogy a császár törvényeinek mintegy a fele az 530-as években keletkezett: Iusztinianosz később inkább foglalkozott teológiával. 545-ben adta ki a császár a Corpus Juris Civilis-t, a polgári törvénykönyvet.
A Iusztinianosz ideje alatt végbement és általa kezdeményezett „jogi forradalom” nyomán olyan szerves egysége jött létre a római jognak – 16. századtól használatos elnevezése Corpus Iuris Civilis – és hatása szinte minden kontinens jogalkotására befolyással volt, sőt, egyes államokban ma is használatos kisebb-nagyobb változtatásokkal.

## A Nika-felkelés

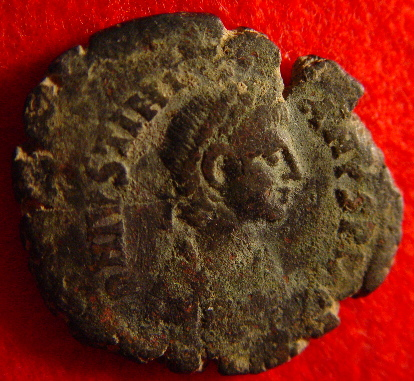
Iusztinianosz pénzérméje

A külpolitikai bonyodalmak mellett súlyos terhet rótt Iusztinianosz vállára az 532 januárjában kitört ún. Nika-felkelés is. Bár már csak felesége miatt is a kék pártot támogatta, amely az ortodoxia mellett tört lándzsát, a Hippodrom mindkét pártját szigorú büntetésekkel sújtotta a rend fenntartása érdekében. Mivel politikája miatt jelentősen emelkedtek az adók, a kiábrándult néptömegek az uralkodó ellen egyesült pártok mögé álltak, és több, a felkapaszkodott császárral elégedetlen senator közreműködésével a Hippodromban császárrá kiáltották ki I. Anasztasziosz egyik unokaöccsét, Hüpatioszt.
Iusztinianosz a félelmetes népfelkelés hatására menekülni akart, és elbocsátotta az emberek szemében gyűlöletes tanácsadóit, az adók beszedéséért – egyúttal a sikertelen államháztartási reformokért is – felelős Kappadókiai János praefectus praetoriót és Tribonianust. Erőskezű felesége, Theodóra azonban visszatartotta a megfutamodástól, és miközben Narszész látszólag tárgyalásokba bocsátkozott a kékekkel, Belisarius katonasággal tört a lóversenypályára, és iszonyú mészárlást rendezett. A felkelést vérbe fojtották, Hüpatioszt és híveit pedig kivégezték.

## A Birodalom restaurációjának kísérlete

### AVandál Királyság

A birodalom területváltozása Iusztinianosz alatt

Iusztinianosz 533-ban elérkezettnek látta az időt, hogy nagyszabású hadjáratot indítson nyugat felé, az univerzális birodalom helyreállításának érdekében. (Előzőleg 532-ben békét kötött Huszrau perzsa nagykirállyal, hogy biztosítsa a keleti határt.) A császár tehetséges hadvezére, Flavius Belisarius (Belisar, Belizár) 18 000 katona élén Afrikába hajózott, és rendkívüli gyorsasággal megdöntötte a Vandál Királyságot. A királyt, Gelimert fogságba ejtették, és 534-ben diadalmasan térhettek vissza Konstantinápolyba. A helybéli berberek egészen 548-ig gerilla-hadviselést folytattak a bizánciak ellen, mindhiába: a tartományt sikerült tartósan a Keletrómai Birodalomhoz csatolni.

### AKeleti Gót KirályságésHispania
535-ben ismét Belisarius vezette a bizánci hadakat nyugat felé, Itália földjére. Míg egy másik had Dalmáciában nyomult előre, a zseniális hadvezér elfoglalta Szicíliát, Nápolyt és Rómát (536). A helyzet azonban kritikussá kezdett válni, ugyanis a felocsúdó gótok a birodalom hajdani központjába szorították vissza Belisariust, aki hosszú ostromot volt kénytelen kiállni. Miután azonban sikeresen átvészelte a támadást, északra tört, és bevette a keleti gót király, Vitigis fővárosát, Ravennát. 540-ben Vitigist fogolyként vitték Konstantinápolyba.
A győzelem azonban nem volt teljes: a germánok hamarosan fellázadtak Totila vezetésével. Belisarius elszenvedett néhány vereséget, ezzel korábbi sikerei ellenére kegyvesztetté vált. Utódja, a kiváló diplomata–eunuch, a hadvezetésben is jeleskedő Narszész (Narses) csak 555-re tudta pacifikálni az egész országot.
Közben a Vizigót Királyságtól sikerült elragadni az Ibériai-félsziget délkeleti partvidékét. A Földközi-tenger ismét nagyjából beltengerré vált.

## Katonai problémák

### A keleti határ
Míg Belisarius és Narszész nyugaton hadakozott, a keleti és a dunai határ védelme súlyosan meggyengült. Huszrau király 540-ben felrúgta az 532-es „örök békét”, betört Szíriába, és egészen Antiochiáig nyomult. Északon Örményországot és Ibériát dúlta fel, Lazikát pedig megszállta. Iusztinianosz végül az addig perzsáknak fizetett sarc megemelésével öt évre fegyverszünetet kötött, és miután ezt kétszer megújították, 562-ben ötven évre szóló békét kötöttek. Ezekben az években Iusztinianosz védőövet alakított ki a keleti határon:
- megerősítette Barbalisszoszt és Szergiopoliszt,
- kiépítette Birthát és párját, Annoukaszt,

- újratelepítette az Eufrátesz mentén Circesiumot.

A mélységi védelmet a hagiopoliszi, palmürai és andronai erődítések mellett egyebek közt Kaszr Ibn Vardán és Heliarama kiépítése szolgálta.
A perzsáknak fizetett adó a sorozatos békekötésekkel megemelkedett, de a perzsák kivonultak Lazikából. Ez azért volt különösen nagy jelentőségű, mert Lazika fontos állomása volt a Perzsiát északról megkerülő, Kínába vezető kereskedelmi útnak. Ennek biztosítására a bizánci állam növelte befolyását a Krím-félszigeten és a Fekete-tengertől északra. Ekkoriban került kapcsolatba a törökökkel; ebben az időszakban jutott el a selyemkészítés titka Európába. Hatalmas selyemgyártó központok alakultak ki Konstantinápolyban, Antiochia, Bejrút, Türosz és Thébai városában. A perzsákat délen is megpróbálták megkerülni a bizánci kereskedők, de az Indiai-óceán kereskedelmének ellenőrzését még Etiópiával szövetségben sem sikerült átvenniük.

### A Balkán
Alig ért véget a germán népvándorlás, új behatolók jelentek meg a Duna vidékén: a különféle bolgár-török népek, valamint a szlávok. Az antok már I. Iusztinosz idején be-betörtek a birodalomba, azonban miután Iusztinianosz a határt védő erődrendszer katonaságának jelentős részét átcsoportosította a nyugati expedíciókra, a Balkán-félsziget katonailag védtelenné vált. Ekkoriban ezek a barbárok még megelégedtek a rablással, fosztogatással, mindenesetre a szlávok 600 után, a bolgár-törökök a 7. század utolsó harmadában vetették meg a lábukat az al-dunai erődrendszeren túl.

## Katasztrófák
Iusztinianosz uralkodásának utolsó időszakait számos csapás árnyékolta be. Megjelent a bubópestis, amely végigpusztította a birodalom nagyvárosait – Konstantinápolyt kétszer is – miközben a fővárost két földrengés is megrázta: egy 542-ben, egy pedig 557 végén, mindkettő súlyosbítva az épp dúló pestist. 558-ban összeomlott a frissen épült Hagia Szophia kupolája. 559-ben a protobolgár kutrigurok három csoportja tört a Balkánra: az egyik a Thermopülai-szorosig, a másik a Gallipoliig, a harmadik pedig a főváros falaiig jutott. A pánikba esett uralkodó a visszavonult, idős Belisariust nevezte ki a vész elhárítására, amit ő háromszáz, hirtelenjében összehívott veteránja élén meg is tett. Jellemző azonban, hogy a vész elmúltával az agg hadvezért nyomban leváltotta, és maga állt a sereg élére. Diplomáciájával sikerült az utrigurokat a kutrigurok ellen fordítania, ennek ellenére 562-ben azok ismét végigrabolták a Balkánt.
Iusztinianosz és elődei diplomáciájának hosszútávú csődjét mutatta a vazallus és szövetséges államokra alapozott politika és határvédelem csődje. A névleg foederatinak számító frankok a bizánci-keleti gót háborút kihasználva Észak-Itáliát pusztították, míg a gepidák rövid ideig megszállták Sirmiumot és a hozzá tartozó területsávot. 552-ben az avarok megjelentek a Kárpát-medencében, amely szintén a bizánci császárság tág befolyási övezetébe tartozott, és ott saját birodalmat alapítottak (lásd: Avar Kaganátus).
Az 560-as években állandósult az elégedetlenség a víz- és élelemhiány miatt, és a gazdasági szféra is elégedetlen volt. 562-ben Marcellus, az aranyműves-bankár összeesküvést szőtt az uralkodó ellen, azonban leszámoltak a konspirátorokkal. A császár ekkor azonban már túl öreg volt ahhoz, hogy változtasson politikáján.

## Jelentősége

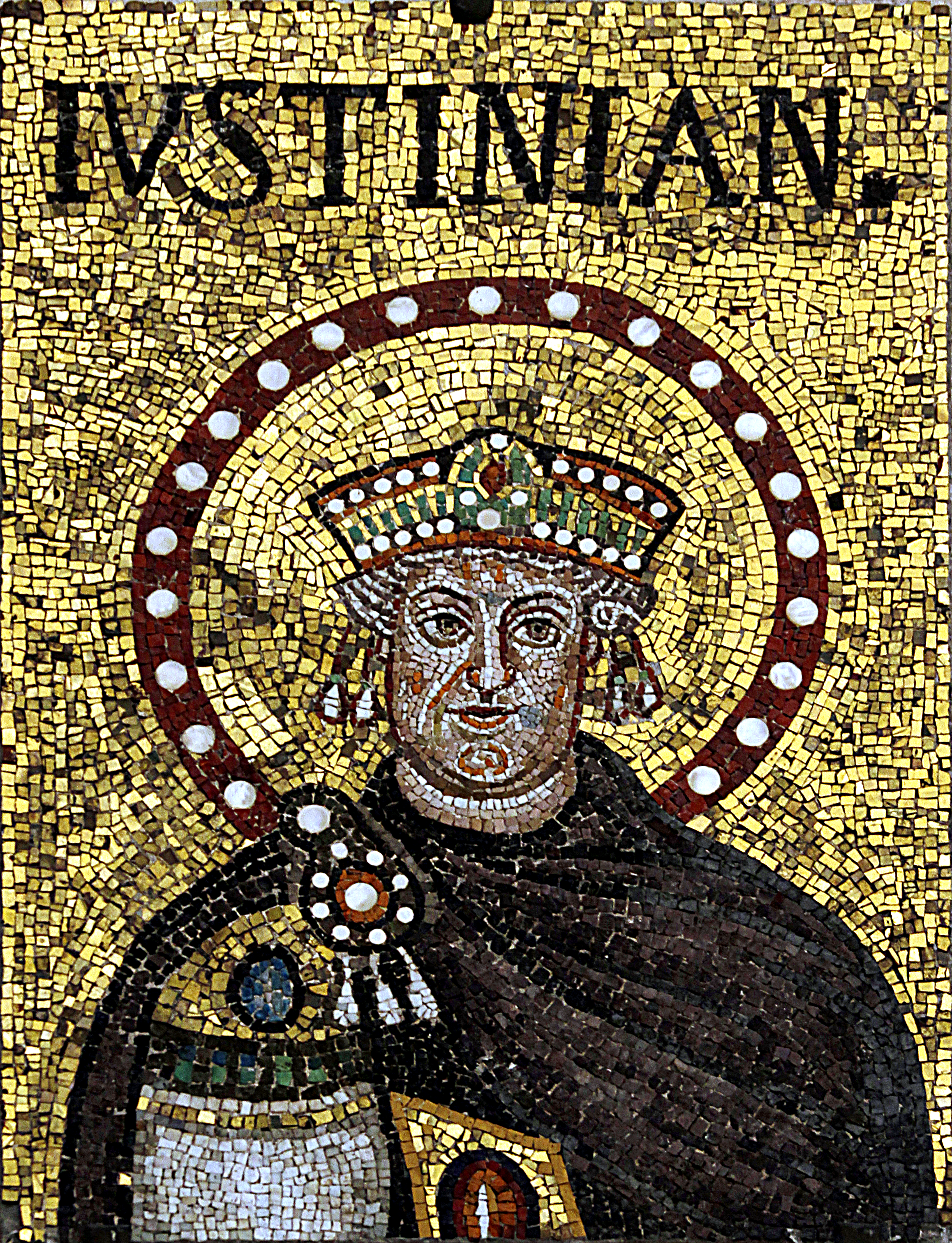
Mozaikképe Ravennában

Uralkodása kitüntetett időszak volt az ortodox vallás és a Keletrómai Birodalom történetében. Hatalmas munkabírása volt, barátságosan és udvariasan viselkedett, ellenben semmiben nem ismert akadályt, és ravasz is tudott lenni. Iusztinianosz volt az utolsó császár, aki megpróbálta a Római Birodalmat olyanná tenni, mint amilyen Nagy Theodosius idején volt, ezért nagy építkezéseket hajtott végre és óriási hadjáratokat vezetett. Talán jogalkotó tevékenysége volt a legjelentősebb.
A kultúra fénykora és a nagy hódítások azonban nem voltak örökéletűek, mivel a birodalomszervezet és a pénzügyek nem újultak meg, és képtelenek voltak megbirkózni a megnövekedett terhekkel és problémákkal. A pestisben és más csapásokban megfogyatkozott lakosságot súlyos adók, az államot ellenséges támadások gyötörték, a gazdaság hanyatlásnak indult, az államkincstár pedig szinte teljesen kimerült a hadakozásban és a pompás építkezésekben. Mindennek azonban csak Iusztinianosz utódai érezték hatását: az uralkodó 565-ben, 82 évesen valószínűleg abban a hiszemben hunyt el, hogy egy új, nagy, keresztény római világbirodalom alapjait vetette meg. Az elkövetkező évtizedek eseményei – mint azt már utódul kijelölt unokaöccse, II. Iusztinosz is megtapasztalhatta – az ellekezőjét bizonyították be.